# Eurymachos (Sohn des Polybos)
Eurymachos (altgriechisch Εὐρύμαχος Eurýmachos) ist eine Gestalt der griechischen Mythologie. In Homers Epos Odyssee wird er als einer der Freier der Penelope dargestellt, die vom heimgekehrten Odysseus getötet wurden.

## Rolle in Homers Odyssee
Eurymachos war ein Sohn des ithakischen Adligen Polybos. Als Odysseus sich nach seiner Teilnahme am Trojanischen Krieg auf lange andauernden Irrfahrten befand und nach 16 Jahren Abwesenheit in seiner Heimat Ithaka allmählich als verschollen galt, wurde seine treue Gattin Penelope zunehmend von Freiern bedrängt, die sich in Odysseus’ Haus niederließen, dort ein ausschweifendes Schlemmerdasein führten und den Reichtum des absenten Hausherrn verprassten. Zu ihnen gehörte auch Eurymachos; er war neben Antinoos einer der angesehensten von ihnen. Bei von der Freierschar veranstalteten Brettspielen ging er oft als Sieger hervor. Telemachos, der junge Sohn des Odysseus, war den Besetzern seines väterlichen Palastes nicht gewachsen, trat aber drei Jahre nach deren Erscheinen gegen diese entschlossener auf, als er, nunmehr erwachsen, von seiner Schutzgöttin Athene Ratschläge für seine künftige Handlungsweise erhalten hatte. Zunächst forderte er die Freier in einer von ihm einberufenen Volksversammlung vergeblich auf, sein Haus zu verlassen. Nach Antinoos verlangte stattdessen auch Eurymachos, dass Telemachos seine Mutter zu deren Vater Ikarios schicken sollte, der sie neu verheiraten würde. Diese Forderung lehnte Telemachos seinerseits ab und begab sich nach seinem Misserfolg auf eine Erkundungsreise nach dem Verbleib seines Vaters, der aber noch vor Telemachos wieder in seiner Heimat eintraf.
Odysseus kam als Bettler verkleidet unerkannt in seinen Palast und plante mit Telemachos’ Hilfe, Rache an den Freiern zu üben. Eurymachos hatte inzwischen eine Dienerin Penelopes, Melantho, zur Geliebten genommen, die wie auch andere Mägde ihrer Herrin nicht loyal geblieben war und gegen Odysseus, den sie in seiner Maskerade nicht erkannte, ausfallend wurde. Auch von vielen Freiern wurde der heimgekehrte Held entwürdigend behandelt. So verhöhnte etwa Eurymachos den „Bettler“, dass dieser eine Glatze habe, und lud ihn hämisch ein, als Knecht in seine Dienste zu treten. Als Odysseus heftig antwortete, warf Eurymachos einen Schemel nach ihm, verfehlte ihn aber und traf statt ihm einen Schenken. Telemachos mischte sich empört ein und Amphinomos, der friedfertigste unter den Freiern, beruhigte die Situation mit seiner Aufforderung, sich zu Bett zu begeben.
Als am nächsten Tag Penelope einen Bogenschützenwettkampf ihrer Bewerber anordnete und dem Sieger ihre Hand versprach, fehlte ihnen allen die Kraft, Odysseus’ Bogen zu spannen. Dies beschämte und betrübte insbesondere Eurymachos. Daraufhin bestand der „Bettler“ diese Kraftprobe und schoss den Pfeil wie verlangt durch die Schaftlöcher zwölf hintereinander aufgestellter Äxte. Gleich darauf ließ Odysseus die Maske fallen und erschoss zuerst Antinoos. Obwohl Eurymachos mit dem sich nun zu erkennen gebenden Odysseus eine Aussöhnung suchte und Wiedergutmachung offerierte, kannte der Held keine Gnade. Als Eurymachos deshalb mit dem Schwert auf Odysseus losging, wurde er von diesem mit einem Pfeil getötet. Mit Hilfe von Telemachos und weniger Getreuer erledigte der Held auch die übrigen Freier.